# Gryttby
Gryttby is een plaats in de gemeente Tierp in het landschap Uppland en de provincie Uppsala län in Zweden. De plaats heeft 58 inwoners (2005) en een oppervlakte van 9 hectare.